# Ambulatori (Sant Boi de Llobregat)
L'Ambulatori és una obra historicista de Sant Boi de Llobregat (Baix Llobregat) protegida com a Bé Cultural d'Interès Local.

## Descripció
Edifici de planta baixa i pis del qual es conserva la seva façana a carrer. La portalada, amb dues columnes d'estil jònic per banda, marca l'eix de simetria de la façana. El tractament d'aquesta marca una diferència entre els dos pisos. A la planta baixa el parament fa una imitació a carreus i a la planta pis destaca la presència de pilastres estriades adossades decoratives que semblen sostenir l'entaulament.